# عبد القادر البكار
عبد القادر محمود حاج حسين البكار (1949 -) هو صاحب دار نشر سوري. 

## حياته
ولد بمدينة حلب عام 1949م، يعد  من أبرز الناشرين في الوطن العربي، لما قدمه من إسهامات في نشر الثقافة وخدمة الكتاب العربي طباعة ونشر وتوزيعا وترجمة. 

## النشاط الثقافي
مؤسس دار السلام للطباعة والنشر والتوزيع والترجمة عام 1973م بـ مدينة حلب (سوريا)، واستمرت بها حتى عام 1980م، ثم انتقلت إلى القاهرة (مصر) من هذا التاريخ، مبتدأة بمقر للإدارة تلاه افتتاح مكتبة للبيع كفرع أول لها بـ شارع الأزهر، تبعه فرع ثان بـ شارع مصطفى النحاس مدينة نصر، ثم تبعه لاحقًا الفرع الثالث مدينة الإسكندرية.
تنوعت إصدارات الدار المعرفية في شتى مجالاتها وقد تجاوزت الإصدارات باللغة العربية الألف وخمسمائة إصدار ، فضلا عن الإصدارات باللغات العالمية الأخرى كالإنجليزية والتي قاربت المائة إصدار، إضافة إلى الإصدارات باللغة الفرنسية والأسبانية والألمانية وكذلك الأندونسية.
وقد شارك في عدد من اللقاءات التلفزيونية على الفضائية المصرية وقناة CNBC التي تدور حول مستقبل الكتاب وصناعة الطباعة والمخاطر التي تواجه الكتاب المطبوع في مواجهة الكتاب الإلكتروني

كما يشارك في جلسات لجان النشر، المكونة من مجموعة من كبار المتخصصين في مجالات معرفية مختلفة، التي تعقد بصورة دورية لتقييم الكتب والأبحاث والأعمال الإبداعية المقدمة للنشر بالدار.

## الجوائز
حاز البكار على العديد من الجوائز المصرية والعربية في مجال نشر الكتاب العربي
وخاصة في مجال خدمة التراث. وكان من تلك الجوائز التي حازها . 

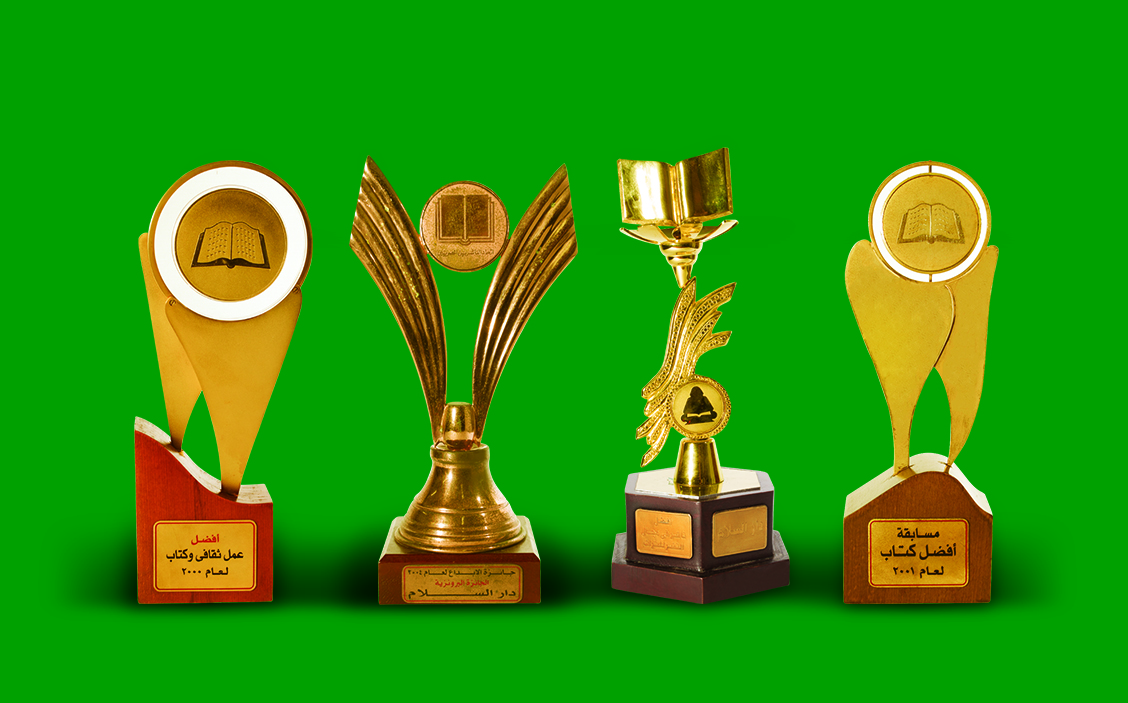
من جوائز التي حصلت عليها دار السلام

1. جائزة أفضل ناشر لعام 1999 في مجال نشر التراث (اتحاد الناشرين المصريين)
2. جائزة أفضل ناشر لعام 2000 في مجال النشر التراث (اتحاد الناشرين المصريين)
3. جائزة أفضل ناشر لعام 2001 في مجال النشر للتراث (اتحاد الناشرين المصريين)
4. جائزة الإبداع لعام 2004 – الجائزة البرونزية – (اتحاد الناشرين المصريين)
5. أفضل كتاب في مجال التراث 2014 - المحرر في فقه الإمام الشافعي (طبعة محققة على خمس مخطوطات) (الهيئة العامة للكتاب)

وكانت هذه الجوائز ثمرة لخدمة الثقافة العربية والإسلامية من خلال الاعتناء بالتراث الفكري والإنتاج الأدبي والعلمي لأعلام السلف ورواد الحضارة المعاصرين.

## وصلات خارجية
- موقع دار السلام للطباعة والنشر والتوزيع والترجمة الرسمي
- صفحة دار السلام للطباعة والنشر والتوزيع والترجمة الرسمي على تويتر